# Amiot 120
Amiot 120 là họ máy bay ném bom hai tầng cánh của Pháp, do hãng SECM-Amiot chế tạo vào giữa thập niên 1920.

## Biến thể
Amiot 120BN2
Amiot 121
Amiot 122BP3
Amiot 122S
Amiot 123
Amiot 124BP3
Amiot 125BP3

## Quốc gia sử dụng
BrasilKhông quân Brazil
 PhápKhông quân Pháp
 Ba LanKhông quân Ba Lan

## Tính năng kỹ chiến thuật (Amiot 122BP3)

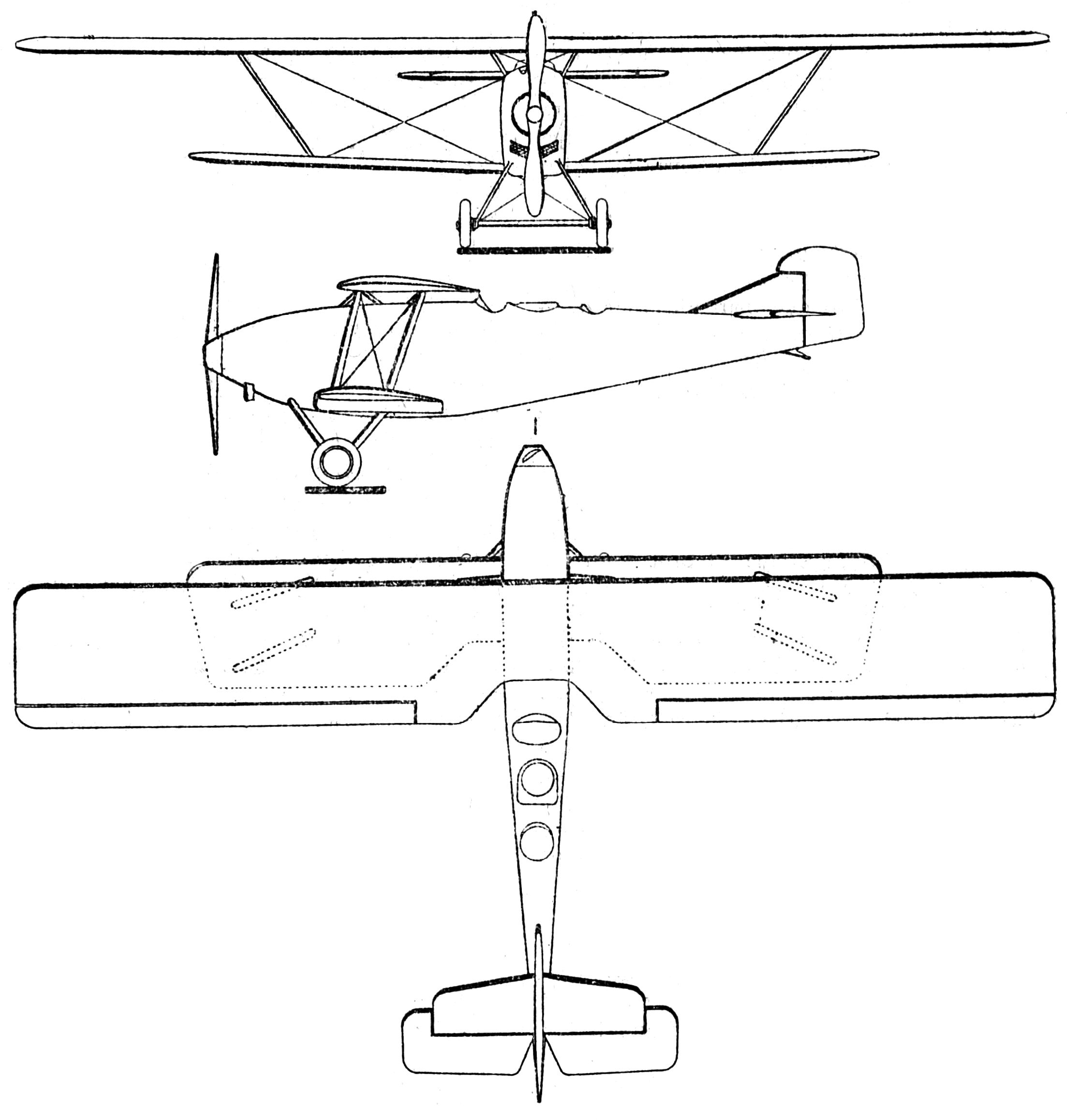
Amiot 120

Đặc tính tổng quan
- Kíp lái: 3
- Chiều dài: 13,72 m (45 ft 0 in)
- Sải cánh: 21,5 m (70 ft 6 in)
- Chiều cao: 5,15 m (16 ft 11 in)
- Diện tích cánh: 95 m2 (1.020 foot vuông)
- Trọng lượng rỗng: 2.800 kg (6.173 lb)
- Trọng lượng cất cánh tối đa: 4.200 kg (9.259 lb)
- Động cơ: 1 × Lorraine-Dietrich 18Kd , 490 kW (660 hp)

Hiệu suất bay
- Vận tốc cực đại: 212 km/h (132 mph; 114 kn)
- Tầm bay: 1.000 km (621 mi; 540 nmi)
- Trần bay: 6.200 m (20.341 ft)

Vũ khí trang bị

- 5 × 7.7 mm fixed, forward-firing machine guns
- 800 kg (1760 lb) bom